# Erik Mollerup (politiker)
 Der er flere personer med dette navn, se Erik Mollerup.
Erik Mollerup (født 1961) er en dansk erhvervsleder og politiker, medlem af byrådet i Rudersdal Kommune valgt for Venstre. Han var i perioden 1. juni 1994 til 30. august 2002 generalsekretær for KFUM-Spejderne i Danmark.
Erik er uddannet bygningsingeniør fra Danmarks Tekniske Universitet i 1988, og har siden marts 2007 været ansat hos DONG Energy. Hans politiske karriere startede i 1998, hvor han blev valgt ind i den daværende Søllerød Kommunes byråd og fortsatte ved sammenlægningen i Rudersdal Kommune.